# The Party (filme de 2017)

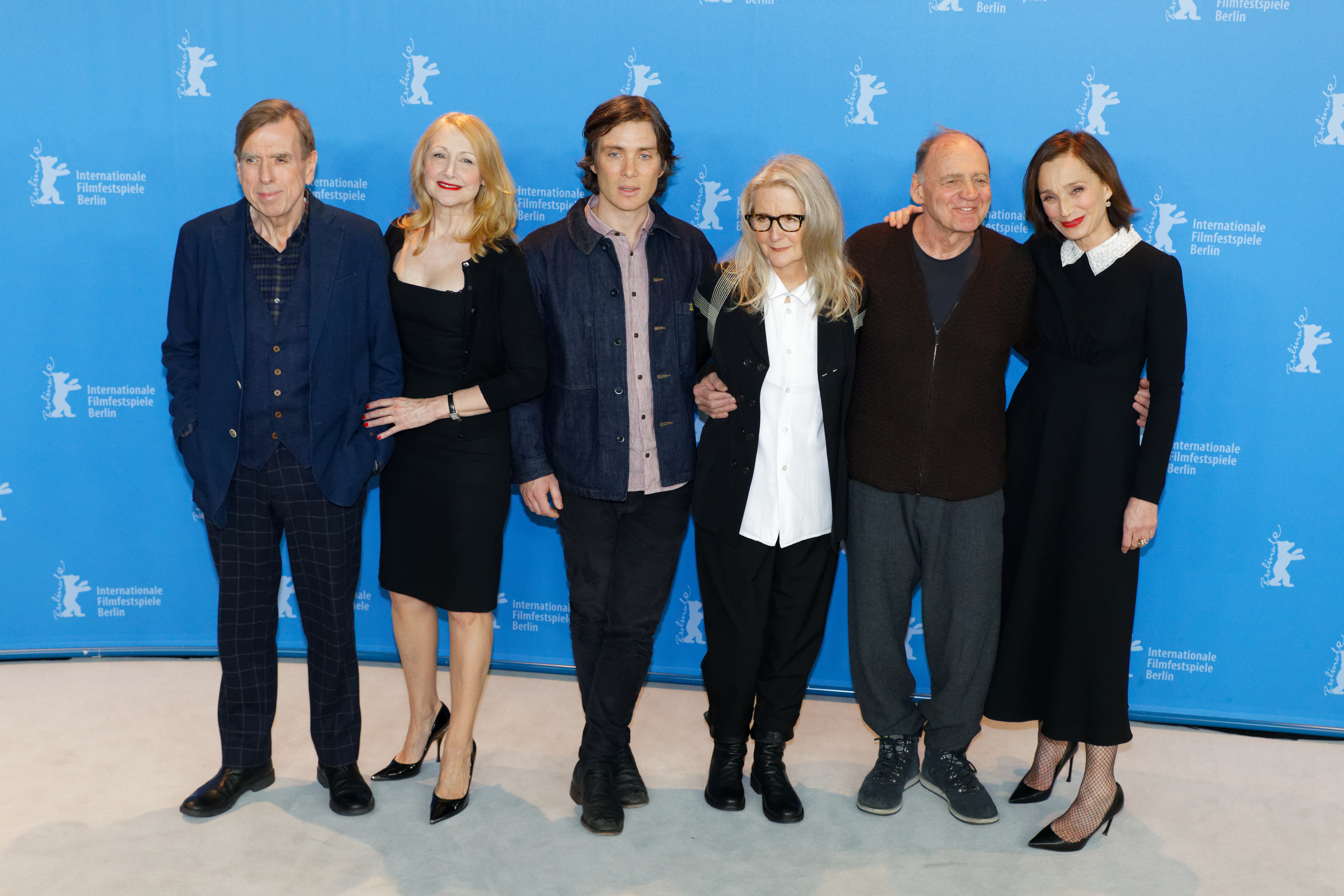
Sally Potter com o elenco do filme no 67º Festival Internacional de Cinema de Berlim: Timothy Spall, Patricia Clarkson, Cillian Murphy, Sally Potter, Bruno Ganz, e Kristin Scott Thomas

The Party (A Festa no Brasil) é um filme britânico de comédia de 2017, escrito e dirigido por Sally Potter. O filme apresenta um conjunto de apenas sete atores: Patricia Clarkson, Bruno Ganz, Emily Mortimer, Cherry Jones, Cillian Murphy, Kristin Scott Thomas e Timothy Spall.
Foi selecionado para competir pelo Urso de Ouro na principal seção de competição do 67º Festival Internacional de Cinema de Berlim e recebeu o Guild Film Prize. O filme recebeu críticas positivas dos críticos.

## Enredo
Janet, uma política do partido da oposição, acaba de ser anunciada como ministra para a saúde do gabinete paralelo e está tendo uma pequena festa de comemoração em sua casa. Os convidados são seus amigos April, com seu distante parceiro alemão Gottfried, um treinador de vida e autoproclamado curandeiro espiritual, Martha, professora de Estudos da Mulher, com sua parceira Jinny, uma renomada chef, e a colega de Janet, Marianne, com o marido Tom, um banqueiro.
Antes de a festa começar e mesmo depois da chegada dos convidados, o marido de Janet, Bill, senta-se na cadeira, ouvindo música, olhando vagamente e bebendo vinho. Todos os convidados vêm, com exceção de Marianne, que Tom diz que chegará mais tarde. Tom está extremamente nervoso e imediatamente se tranca no banheiro, onde ele cheira um pouco de cocaína, examina uma arma que ele trouxe consigo e se encoraja no espelho.
Enquanto a festa está em andamento, Janet está trocando telefonemas secretos e mensagens com um amante.
Depois de April, que continuamente deprecia e insulta Gottfried, fazer um brinde por Janet, Martha e Jinny anunciam que Jinny está grávida de três filhos. Isto é imediatamente seguido por Bill anunciando que ele acaba de ser informado pelo seu médico que ele está doente terminal. Gottfried diz a ele que a medicina moderna não deve ser acreditada e que, ao se tornar espiritual, Bill pode ter uma chance de sobreviver. Bill, um conhecido intelectual ateísta, parece vacilar em seu compromisso com suas crenças e começa a ouvir Gottfried.
Janet diz que vai se demitir de seu cargo de ministro das sombras e vai cuidar de Bill, mas ele anuncia que ele está deixando-a por Marianne, um fato que Tom também aprendeu mais cedo neste dia. Depois de repreender Bill, Tom vai para o quintal, onde ele joga sua arma no caixote do lixo.
Enquanto Jinny e Martha estão falando sobre o futuro e a maternidade, Martha patrocina Jinny, que, profundamente magoada, diz a Martha que ela vai deixá-la. Isso leva Martha a confessar a Jinny que ela teme o que vai acontecer e a pedir que Jinny fique com ela.
Quando Janet joga alguma coisa no lixo, ela percebe a arma que Tom jogou fora e leva com ela, trancando-se no banheiro e escondendo a arma lá. Ela deixa April entrar e eles falam sobre o que aconteceu. Abril, que tem sido cínico o tempo todo, é convidado a falar honestamente por Janet e diz a ela que ela está orgulhosa de suas realizações.
Gottfried tenta ajudar e treinar Tom e Bill, mas suas discussões aumentam quando Bill fala do amor que Marianne e ele compartilham. Isso leva Tom a socá-lo no rosto, deixando-o com frio. Gottfried e Tom temem que Tom tenha matado Bill e eles tentem procurar ajuda dos outros. Eles buscam Janet no banheiro, justamente quando ela estava começando a contar a April um segredo. Janet consegue ressuscitar Bill, que olha nos olhos dela e pergunta "como chegou a isso?" Naquele momento, a campainha toca, com todo mundo esperando que seja Marianne. Janet corre para o banheiro, pega a arma, corre para abrir a porta, aponta a arma para o visitante, que é invisível para o público, e exclama: "Você me disse que me amava! Sua traidora!" - antes de a tela ficar toda escura.

## Elenco
- Kristin Scott Thomas como Janet, uma idealista, e  Timothy Spall como Bill, um materialista
- Patricia Clarkson como April, e Bruno Ganz como Gottfried
- Emily Mortimer como Jinny, uma mulher grávida, e Cherry Jones como Martha, professora
- Cillian Murphy como Tom